# Девід і Ліза
«Девід і Ліза» (англ. David and Lisa) — незалежний американський фільм кінорежисера Френка Перрі. Сценарій до кінострічки написала дружина Френка Перрі Елеонора. Прем'єра фільму відбулась 26 грудня 1962 у Нью-Йорку.
Камерна чорно-біла драма досі вважається однією з найкращих робіт Френка Перрі. Вона була адаптована для театральної сцени у 1967 році, а в 1998 році на основі того ж сценарію зняли телевізійний фільм за участю Лукаса Гааса, Сідні Пуатьє та Бріттані Мерфі.

## Сюжет
Зворушлива історія присвячена взаєминам двох молодих людей з психічними проблемами. Головний герой, юнак Девід Клеменс (Кейр Дуллей), потрапляє в психлікарню і починає серйозно осмислювати свій душевний стан, поступово зближуючись з іншими людьми, які мають схожі проблеми. Особливо близькою йому стає Ліза Брандт (Джанет Марґолін) — 15-річна дівчина з шизофренією. Вона вважає, що її тілі живуть одразу дві дівчини — одна з них здатна розмовляти тільки в риму, інша взагалі не розмовляє, а може лише записувати свої думки. Разом Девіду та Лізі належить пройти непростий шлях пізнання не тільки самих себе, але й один одного. Через деякий час Девіда спробують повернути додому: проте герой усвідомлює, що він повинен завжди бути разом з Лізою, і втікає, повертаючись назад в психіатричну лікарню.

## У ролях
| Актор            | Роль                         |
| ---------------- | ---------------------------- |
| Кейр Дуллей      | Девід Клеменс                |
| Джанет Марґолін  | Ліза Брандт                  |
| Говард да Сілва  | Алан Свінфорд                |
| Нева Паттерсон   | пані Клеменс, мати Девід     |
| Кліфтон Джеймс   | Джон                         |
| Річард Макмюррей | Стюарт Клеменс, батько Девід |
| Ненсі Наттер     | Морін                        |
| Метью Енден      | сусід Девід                  |
| Коні Гудак       | Кейт                         |
| Хайме Санчес     | Карлос                       |
| Джанет Лі Паркер | Сандра                       |
| Карен Лінн Ґорні | Жозетт                       |

## Нагороди та номінації
Фільм був нагороджений премією за найкращий дебют на Венеціанському міжнародному кінофестивалі 1962 року. У 1963 році за стрічку «Девід і Ліза» Френка Перрі номінували на «Оскар» за найкращу режисуру, а Елеонору —  за найкращий адаптований сценарій. 1964 року стрічку номінували на премію БАФТА за найкращий фільм та Говарда да Сілву —за найкращу чоловічу роль.